# Bengy-sur-Craon
Bengy-sur-Craon is een gemeente in het Franse departement Cher (regio Centre-Val de Loire) en telt 609 inwoners (1999). De plaats maakt deel uit van het arrondissement Bourges. In de gemeente ligt spoorwegstation Bengy-sur-Craon.

## Geografie
De oppervlakte van Bengy-sur-Craon bedraagt 36,0 km², de bevolkingsdichtheid is 16,9 inwoners per km².
De onderstaande kaart toont de ligging van Bengy-sur-Craon met de belangrijkste infrastructuur en aangrenzende gemeenten.

## Demografie
Onderstaande figuur toont het verloop van het inwonertal (bron: INSEE-tellingen).